# Vlag van Aalten
De vlag van Aalten toont twee horizontale banen van gelijke hoogte, van boven naar beneden in de kleuren wit en groen.

## Geschiedenis
In 1941 had de gemeente een vlag in gebruik. In het jaarboek 1942 van de Haagsche Courant staat de weergave van een vlag met de groene baan boven en de witte onder. De kleuren van deze vlag zijn gebaseerd op die van het Wapen van Aalten. 
Op 17 oktober 1961 werd een vlag ingesteld bij raadsbesluit waarvan de bovenste baan wit, de onderste groen. Dat ligt in lijn met de regels van de vlaggenkunde, waarbij "zware kleuren" bij voorkeur onderin, de "lichte kleuren" boven worden geplaatst.
In 2010 werd na lang beraad een nieuw gemeentewapen aangenomen, over de vlag die zou worden samengesteld uit drie banen in de kleuren groen (Aalten), blauw (Dinxperlo) en eventueel oranje (Bredevoort) is nog steeds geen duidelijkheid. De gemeente voert anno 2019 een banier in huisstijl met daarop het gemeentelogo zonder een Dinxperlo-element.
Na de gemeentelijke herindeling van 2005 kon men het niet eens worden over een nieuw wapen: men vond de zwaarden met de daaraan gehangen stroppen die in het voorstel waren overgenomen uit het wapen van Dinxperlo een onvriendelijke uitstraling hebben. In een brief gedateerd 15 december 2009 besluit de gemeenteraad om ...in plaats van een gemeentewapen een gemeentevlag hanteren die bestaat uit de wapens van de voormalige gemeenten Aalten, Dinxperlo en eventueel Bredevoort.. Op 8 juni 2010 werd het nieuwe wapen toch verleend.

## Verwante afbeelding

Het oude wapen van Aalten (1818)
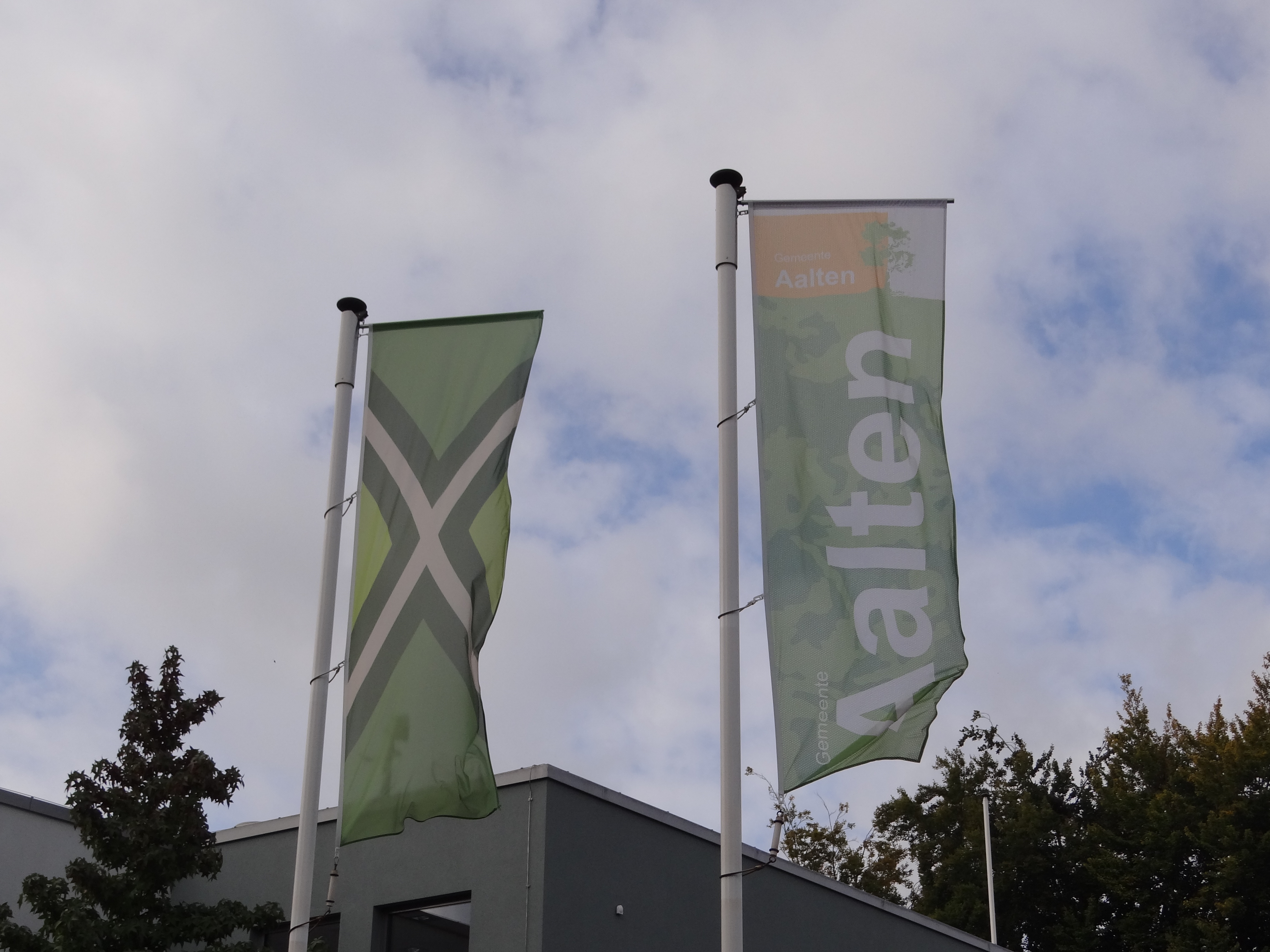
Links vlag van de Achterhoek, rechts gemeentelogo Aalten

Aalten ·
Apeldoorn ·
Arnhem ·
Barneveld ·
Berg en Dal ·
Berkelland ·
Beuningen ·
Bronckhorst ·
Brummen ·
Buren ·
Culemborg ·
Doesburg ·
Doetinchem ·
Druten ·
Duiven ·
Ede ·
Elburg ·
Epe ·
Ermelo ·
Harderwijk ·
Hattem ·
Heerde ·
Heumen ·
Lingewaard ·
Lochem ·
Maasdriel ·
Montferland ·
Neder-Betuwe ·
Nijkerk ·
Nijmegen ·
Nunspeet ·
Oldebroek ·
Oost Gelre ·
Oude IJsselstreek ·
Overbetuwe ·
Putten ·
Renkum ·
Rheden ·
Rozendaal ·
Scherpenzeel ·
Tiel ·
Voorst ·
Wageningen ·
West Betuwe ·
West Maas en Waal ·
Westervoort ·
Wijchen ·
Winterswijk ·
Zaltbommel ·
Zevenaar ·
Zutphen